# 宋子聯
宋子聯（?—?），江蘇省揚州府高郵州人，清朝政治人物、同進士出身。
光緒十六年（1890年），参加光緒庚寅科殿試，登進士三甲80名。同年五月，改翰林院庶吉士。光緒十八年五月，散館，著以部属用。